# Lieferfähigkeit
Die Lieferfähigkeit (englisch delivery excellence) ist in der Wirtschaft die durch das Supply-Chain-Management zu gewährleistende Verfügbarkeit, Produkte jederzeit bei auftretender Nachfrage liefern zu können.

## Allgemeines
Die Lieferfähigkeit wird zuweilen als ein Synonym für den Servicegrad oder für die Lieferbereitschaft angesehen, ist aber von beiden zu unterscheiden. In der amerikanischen Fachliteratur wird die Lieferbereitschaft wiederum meist mit „service level“ oder „service rate“ übersetzt.
Die Lieferfähigkeit ist von keiner oder lediglich geringer Bedeutung bei Auftragsherstellern oder in Build-to-Order-Unternehmen. Sie ist vielmehr in der Produktionswirtschaft bei vorratsintensiven Unternehmen mit Lagerbeständen von Bedeutung und zeigt sich hier erst dann, wenn Bestellungen oder Kundenaufträge eintreffen und durch den Entkopplungspunkt mit dem Lagerbestand verglichen werden.

## Inhalt
Lieferfähigkeit ist die Wahrscheinlichkeit, dass ein im Angebot befindlicher Artikel auch tatsächlich lieferbar ist. Dabei wird die Nachfragemenge für ein bestimmtes Produkt dem Lagerbestand für dieses Produkt gegenübergestellt. Danach ist die Lieferfähigkeit {\displaystyle L} gegeben, wenn die Nachfrage {\displaystyle d} geringer oder gleich dem vorhandenen Lagerbestand {\displaystyle I} ist: 
{\displaystyle {\text{L}}={\text{d ≤ I}}}.
Überschreitet dagegen die nachgefragte Menge den vorhandenen Lagerbestand, liegt eine Fehlmenge {\displaystyle F} vor:
{\displaystyle {\text{F}}={\text{d}}>{\text{I}}}.
Fehlmengen drücken mangelnde Lieferfähigkeit aus, führen zu Lieferrückständen oder gar zu Auftragsverlusten (englisch lost sales). Die Fehlmenge zeigt ein vorhandenes Lagerrisiko an und weist auf einen zu geringen Sicherheitsbestand hin. Als Maßgröße der Lieferfähigkeit dient der aus obiger Formel abgeleitete Servicegrad.

## Wirtschaftliche Aspekte
Eine kostenoptimale Lieferfähigkeit verhindert überhöhte oder unzureichende Lagerbestände. Die Lieferfähigkeit hängt auch von der Durchlaufzeit in der Produktion ab und beeinflusst die Kundenzufriedenheit. Die Reputation eines Unternehmens wird wiederum auch durch seine Lieferfähigkeit beeinflusst, denn „nicht lieferbar“ oder „nicht vorrätig“ schwächen die Kundenbindung und kann zum Abwandern zur Konkurrenz führen. Unter Beachtung des Unternehmensziels der Gewinnmaximierung sollten die gewinnstärksten Artikel die höchste Lieferfähigkeit aufweisen und die gewinnbringenden Aufträge mit der besten Lieferzeit ausgeführt werden.
Die Lieferfähigkeit zeigt den prozentualen Anteil an Lieferungen, bei dem die tatsächliche Lieferzeit mit dem Wunschtermin des Kunden übereinstimmt. Hierbei wird gemessen, wie viele Kunden zu ihrem Wunschtermin bedient werden konnten: 
{\displaystyle {\text{Lieferfähigkeit}}={\frac {\text{Lieferungen zum Wunschtermin}}{\text{Anzahl der Bestellungen}}}}.
Lieferfähigkeit allein ist kein aussagefähiges Kriterium für die Lieferantenbewertung. Werden alle gewünschten Liefertermine eingehalten, ist die Lieferfähigkeit 100 %. Wenn aber kein zugesagter Liefertermin eingehalten wird, ist die Termintreue 0 %. Deshalb spielen auch Lieferqualität, Lieferzuverlässigkeit oder Lieferungsbeschaffenheit eine wichtige Rolle.
Der Lieferbereitschaftsgrad hingegen misst die Anzahl der Aufträge, die sofort mit den auf Lager liegenden Waren bedient werden können, wobei der Kundenwunschtermin außer Acht gelassen wird. 